# Phaeoura paenulataria
Phaeoura paenulataria là một loài bướm đêm trong họ Geometridae.